# Angela White
Angela White (Sídney, 4 de marzo de 1985) es una actriz pornográfica, directora, productora y modelo erótica australiana.

## Biografía
White nació en Sídney, capital del estado australiano de Nueva Gales del Sur, el 4 de marzo de 1985. Comenzó su carrera en la pornografía en 2003, muy poco tiempo después de cumplir los dieciocho años.
A esa edad, White fue la primera modelo australiana que posó en Estados Unidos para la revista Score, que le permitió rodar sus primeras escenas en una película titulada A Day with Angela White. Ha aparecido en magazines, como en la versión australiana de Penthouse, en Cosmopolitan, Beat o Time Out, así como en el periódico Sydney Morning Herald.
En 2007 fue nombrada Modelo del año por la revista Voluptuous, y, en 2009, su nombre apareció en el Top Ten del grupo Score de las Diez modelos de la década.
En 2010 se presentó como candidata en las elecciones regionales del estado australiano de Victoria con el partido político Australian Sex Party, en el que luchó por los derechos de los trabajadores sexuales. Recibió más publicidad cuando algunas copias de sus películas fueron enviadas a la Fiscalía General, en un intento de reducir la regulación de la industria pornográfica. Pero tuvo más promoción en los medios cuando llegó a protagonizar junto a Zara Stardust, candidata y compañera del Australian Sex Party, una escena de sexo.
En 2011 se graduó con honores por la Universidad de Melbourne en Estudios de Género. Para su tesis, White llevó a cabo una investigación cualitativa sobre las experiencias de artistas femeninas en la industria de la pornografía de Australia. Su interés por la política de género la llevó a estudiar un año en el prestigioso Instituto de Estudios Políticos de París, donde tuvo un affair con el presentador de televisión franco-argelino Rachid Arab. También mantuvo una relación sentimental con la actriz porno estadounidense Phoenix Marie.
En 2013, el portal XBIZ la proclamó la actriz pornográfica con más proyección de Australia.
Ha actuado en más de 1100 películas hasta la fecha, siendo muchas de sus primeras con escenas de masturbación o lésbicas. No tuvo su primera escena chico/chica hasta 2011, en la película Angela White Finally Fucks.
Como actriz, ha trabajado para diversas productoras como Evil Angel, Reality Kings, Wicked, Brazzers, Archangel, Digital Playground, Blacked, Vixen, Bangbros, Girlsway, New Sensations, Mofos, Pure Taboo, Score, Jules Jordan Video, Elegant Angel, Kink.com, Hard X, Naughty America, Sweetheart Video, Deeper o Girlfriends Films, entre otras muchas.
Así mismo, lleva una prolifera carrera como directora, habiendo dirigido más de 130 películas, muchas de las cuales también ha protagonizado, muchas de ellas bajo el sello de su propia productora: AGW Entertainment. Además de ello, White también ha llevado una carrera como camgirl. En una entrevista que concedió al portal AVN, Angela White habló sobre lo mucho que disfrutaba conectando con sus fanes a través de la webcam, sin ver el momento de dejar de hacerlo. Veía que era un espectáculo en vivo, alternativo y con buenos resultados para luchar contra la piratería.
Entre sus trabajos destacan las trilogías de Angela y Angela Loves Women, así como la dupla Angela Loves Men 1&2. Otros de sus títulos reseñables son Angela White Is Titwoman, Altar of Aphrodite, Beautiful Tits 4, Breast Worship 5, Caught Being Naughty, Hardcore Threesomes, Kendra's Angels, Lesbian Strap-On Bosses 2, Perfect Natural Breasts, Raw 28 Sex Is For Lovers 2, Stags and Vixens o Wet Curves.
En 2016 se llevó tres premios AVN al Mejor sitio web, y por la película Angela 2 los galardones de Mejor escena de sexo oral y Mejor escena de sexo lésbico en grupo (junto a Alexis Texas y Anikka Albrite), así como el Premio XBIZ a la Artista femenina extranjera del año.

## Premios y nominaciones
| Año  | Ceremonia    | Resultado | Premio                                               | Trabajo                                |
| ---- | ------------ | --------- | ---------------------------------------------------- | -------------------------------------- |
| 2015 | Premios AVN  | Nominada  | Mejor sitio web porno                                | angelawhite.com                        |
| 2015 | Premios AVN  | Nominada  | Mejor estrella escaparate                            | Angela                                 |
| 2015 | Premios AVN  | Nominada  | Mejor escena de trío M-H-M                           | Angela                                 |
| 2015 | Premios AVN  | Nominada  | Premio fan: Mejores pechos                           | —                                      |
| 2015 | Premios XBIZ | Ganadora  | Sitio web del año                                    | angelawhite.com                        |
| 2015 | Premios XBIZ | Nominada  | Mejor producción de todo sexo                        | Angela                                 |
| 2016 | Premios AVN  | Nominada  | Mejor escena de doble penetración                    | Angela 2                               |
| 2016 | Premios AVN  | Nominada  | Mejor escena de sexo en grupo                        | Angela 2                               |
| 2016 | Premios AVN  | Ganadora  | Mejor escena de sexo oral                            | Angela 2                               |
| 2016 | Premios AVN  | Ganadora  | Mejor sitio web porno de una actriz                  | angelawhite.com                        |
| 2016 | Premios AVN  | Nominada  | Premio fan: Mejores pechos                           | —                                      |
| 2016 | Premios AVN  | Ganadora  | Mejor película lésbica                               | Angela Loves Women                     |
| 2016 | Premios AVN  | Ganadora  | Mejor escena de sexo lésbico en grupo                | Angela 2                               |
| 2016 | Premios XBIZ | Nominada  | Mejor escena de sexo en película lésbica             | Angela Loves Women                     |
| 2016 | Premios XBIZ | Nominada  | Mejor película de sexo lésbico                       | Angela 2                               |
| 2016 | Premios XBIZ | Ganadora  | Artista femenina extranjera del año                  | —                                      |
| 2016 | Premios XBIZ | Nominada  | Mejor escena de sexo en película de todo sexo        | Angela 2                               |
| 2016 | Premios XBIZ | Nominada  | Mejor nuevo estudio                                  | AGW Entertainment                      |
| 2016 | Premios XBIZ | Ganadora  | Mejor sitio web porno de una actriz                  | angelawhite.com                        |
| 2017 | Premios AVN  | Ganadora  | Mejor película gonzo                                 | Angela Loves Gonzo                     |
| 2017 | Premios AVN  | Ganadora  | Mejor serie continuada                               | Angela Loves...                        |
| 2017 | Premios AVN  | Nominada  | Premio fan: Artista femenina favorita                | —                                      |
| 2017 | Premios AVN  | Nominada  | Premio fan: Mejores pechos                           | —                                      |
| 2017 | Premios AVN  | Nominada  | Premio fan: Web Queen                                | —                                      |
| 2017 | Premios AVN  | Ganadora  | Mejor juguete sexual                                 | Angela White Fleshlight                |
| 2017 | Premios XBIZ | Nominada  | Artista femenina extranjera del año                  | —                                      |
| 2017 | Premios XBIZ | Nominada  | Mejor escena de sexo en película gonzo               | Angela Loves Men 2                     |
| 2017 | Premios XBIZ | Nominada  | Mejor director del año                               | Angela Loves Men 2                     |
| 2017 | Premios XBIZ | Nominada  | Mejor película gonzo                                 | Angela Loves Men 2                     |
| 2017 | Premios XBIZ | Ganadora  | Mejor serie continuada gonzo                         | Angela Loves...                        |
| 2017 | Premios XBIZ | Nominada  | Mejor película lésbica                               | Angela Loves Women 2                   |
| 2017 | Premios XBIZ | Nominada  | Mejor estudio extranjero                             | AGW Entertainment                      |
| 2017 | Premios XBIZ | Nominada  | Mejor sitio web porno de una actriz                  | angelawhite.com                        |
| 2018 | Premios AVN  | Ganadora  | Artista femenina del año                             | —                                      |
| 2018 | Premios AVN  | Nominada  | Mejor actriz                                         | The Altar of Aphrodite                 |
| 2018 | Premios AVN  | Ganadora  | Mejor escena de sexo en grupo                        | Angela 3                               |
| 2018 | Premios AVN  | Nominada  | Mejor escena de sexo lésbico en grupo                | Jessica Drake is Wicked                |
| 2018 | Premios AVN  | Nominada  | Mejor escena de sexo anal                            | Angela Loves Anal                      |
| 2018 | Premios AVN  | Ganadora  | Mejor escena de doble penetración                    | Angela 3                               |
| 2018 | Premios AVN  | Ganadora  | Mejor escena de sexo chico/chica                     | Angela 3                               |
| 2018 | Premios AVN  | Nominada  | Mejor escena de trío H-M-H                           | The Altar of Aphrodite                 |
| 2018 | Premios AVN  | Nominada  | Mejor escena de trío M-H-M                           | Angela White Is Titwoman               |
| 2018 | Premios AVN  | Ganadora  | Mejor actuación solo / tease                         | Angela 3                               |
| 2018 | Premios AVN  | Ganadora  | Mejor película lésbica                               | Angela Loves Women 3                   |
| 2018 | Premios AVN  | Ganadora  | Mejor serie de continuación                          | Angela Loves...                        |
| 2018 | Premios AVN  | Ganadora  | Mejor edición                                        | Angela 3                               |
| 2018 | Premios AVN  | Ganadora  | Mejor casting de estrellas                           | Angela 3                               |
| 2018 | Premios AVN  | Ganadora  | Premio fan: Artista femenina favorita                | —                                      |
| 2018 | Premios AVN  | Ganadora  | Premio fan: Mejor sitio web de una actriz            | angelawhite.com                        |
| 2018 | Premios AVN  | Ganadora  | Premio fan: Pechos más espectaculares                | —                                      |
| 2018 | Premios XBIZ | Nominada  | Artista femenina del año                             | —                                      |
| 2018 | Premios XBIZ | Nominada  | Mejor actriz protagonista                            | The Altar of Aphrodite                 |
| 2018 | Premios XBIZ | Nominada  | Mejor escena de sexo en película gonzo               | Angela Loves Threesomes 2              |
| 2018 | Premios XBIZ | Nominada  | Mejor escena de sexo en película vignette            | Stags & Vixens                         |
| 2018 | Premios XBIZ | Nominada  | Mejor escena de sexo en película lésbica             | Angela Loves Women 3                   |
| 2018 | Premios XBIZ | Ganadora  | Mejor serie continuada gonzo                         | Angela Loves...                        |
| 2018 | Premios XBIZ | Ganadora  | Mejor película lésbica                               | Angela Loves Women 3                   |
| 2018 | Premios XBIZ | Nominada  | Mejor sitio web porno de una actriz                  | angelawhite.com                        |
| 2019 | Premios AVN  | Ganadora  | Artista femenina del año                             | —                                      |
| 2019 | Premios AVN  | Ganadora  | Mejor actriz en mediometraje                         | Games We Play                          |
| 2019 | Premios AVN  | Nominada  | Mejor actuación solo / tease                         | Angela by Darkko                       |
| 2019 | Premios AVN  | Nominada  | Mejor escena de doble penetración                    | Angela Loves Anal 2                    |
| 2019 | Premios AVN  | Nominada  | Mejor escena escandalosa de sexo                     | Angela by Darkko                       |
| 2019 | Premios AVN  | Ganadora  | Mejor escena de sexo anal                            | I Am Angela                            |
| 2019 | Premios AVN  | Nominada  | Mejor escena de sexo chico/chica                     | Serendipity                            |
| 2019 | Premios AVN  | Ganadora  | Mejor escena de sexo en grupo                        | After Dark                             |
| 2019 | Premios AVN  | Nominada  | Mejor escena de sexo en grupo                        | Angela by Darkko                       |
| 2019 | Premios AVN  | Ganadora  | Mejor escena de sexo oral                            | Angela by Darkko                       |
| 2019 | Premios AVN  | Nominada  | Mejor escena de sexo transexual                      | I Am Angela                            |
| 2019 | Premios AVN  | Ganadora  | Mejor escena de trío M-H-M                           | The Corruption of Kissa Sins           |
| 2019 | Premios AVN  | Ganadora  | Premio fan: Artista femenina favorita                | —                                      |
| 2019 | Premios AVN  | Ganadora  | Premio fan: Mejores pechos                           | —                                      |
| 2019 | Premios XBIZ | Nominada  | Artista femenina del año                             | —                                      |
| 2019 | Premios XBIZ | Nominada  | Mejor actriz en película de sexo en pareja           | The Weight of Infidelity               |
| 2019 | Premios XBIZ | Nominada  | Mejor escena de sexo en película gonzo               | Bounce 2                               |
| 2019 | Premios XBIZ | Nominada  | Mejor escena de sexo en película vignette            | Boss Lady 2                            |
| 2019 | Premios XBIZ | Nominada  | Mejor escena de sexo en película vignette            | Games We Play                          |
| 2019 | Premios XBIZ | Nominada  | Mejor escena de sexo en realidad virtual             | New Year's Lay                         |
| 2020 | Premios AVN  | Nominada  | Artista femenina del año                             | —                                      |
| 2020 | Premios AVN  | Ganadora  | Mejor actriz                                         | Perspective                            |
| 2020 | Premios AVN  | Ganadora  | Mejor actuación solo / tease                         | Angela White: Dark Side                |
| 2020 | Premios AVN  | Ganadora  | Mejor escena de blowbang                             | Angela White: Dark Side                |
| 2020 | Premios AVN  | Ganadora  | Mejor escena de gangbang                             | Angela White: Dark Side                |
| 2020 | Premios AVN  | Nominada  | Mejor escena de sexo chico/chica                     | Angela White: Dark Side                |
| 2020 | Premios AVN  | Ganadora  | Mejor escena de sexo en grupo                        | Drive                                  |
| 2020 | Premios AVN  | Nominada  | Mejor escena de sexo en grupo                        | Perspective                            |
| 2020 | Premios AVN  | Ganadora  | Mejor escena de sexo lésbico en grupo                | I Am Riley                             |
| 2020 | Premios AVN  | Nominada  | Mejor escena de sexo en realidad virtual             | 2 Broke Girls: A XXX Parody            |
| 2020 | Premios AVN  | Nominada  | Mejor dirección en producción gonzo                  | Angela Loves Women 5                   |
| 2020 | Premios XBIZ | Ganadora  | Artista femenina del año                             | —                                      |
| 2020 | Premios XBIZ | Nominada  | Mejor actriz protagonista                            | Perspective                            |
| 2020 | Premios XBIZ | Nominada  | Mejor escena de sexo en película gonzo               | Angela Loves Anal 2                    |
| 2020 | Premios XBIZ | Nominada  | Mejor escena de sexo en película lésbica             | Girlcore: Private School               |
| 2020 | Premios XBIZ | Nominada  | Mejor escena de sexo en película lésbica             | I Am Riley                             |
| 2020 | Premios XBIZ | Nominada  | Mejor escena de sexo en película protagonista        | Perspective                            |
| 2020 | Premios XBIZ | Nominada  | Mejor escena de sexo en película protagonista        | Drive                                  |
| 2021 | Premios AVN  | Nominada  | Artista femenina del año                             | —                                      |
| 2021 | Premios AVN  | Ganadora  | Mejor actuación no sexual                            | Fertile                                |
| 2021 | Premios AVN  | Ganadora  | Mejor actriz en mediometraje                         | Seasons                                |
| 2021 | Premios AVN  | Nominada  | Mejor escena de doble penetración                    | Exposure                               |
| 2021 | Premios AVN  | Ganadora  | Mejor escena de sexo en grupo                        | Climax                                 |
| 2021 | Premios AVN  | Nominada  | Mejor escena de sexo lésbico en grupo                | Lesbian Revenge 3                      |
| 2021 | Premios AVN  | Nominada  | Mejor escena de sexo oral                            | Angela’s Amazing Skills                |
| 2021 | Premios XBIZ | Nominada  | Artista femenina del año                             | —                                      |
| 2021 | Premios XBIZ | Nominada  | Estrella mediática del año                           | —                                      |
| 2021 | Premios XBIZ | Nominada  | Mejor actuación protagonista                         | Exposure                               |
| 2021 | Premios XBIZ | Nominada  | Mejor escena de sexo en película gonzo               | A for Anal                             |
| 2021 | Premios XBIZ | Nominada  | Mejor escena de sexo en película gonzo               | Evil Curves                            |
| 2021 | Premios XBIZ | Nominada  | Mejor escena de sexo en película lésbica             | Lesbian Revenge 3                      |
| 2021 | Premios XBIZ | Nominada  | Mejor escena de sexo en película de temática erótica | Climax                                 |
| 2021 | Premios XBIZ | Nominada  | Mejor escena de sexo en realidad virtual             | Keeping Promises                       |
| 2022 | Premios AVN  | Nominada  | Artista femenina del año                             | —                                      |
| 2022 | Premios AVN  | Ganadora  | Mejor actuación solo / tease                         | Angela Loves Threesomes 3              |
| 2022 | Premios AVN  | Nominada  | Mejor escena de gangbang                             | Anal Savages 7                         |
| 2022 | Premios AVN  | Ganadora  | Mejor escena de doble penetración                    | Angela Loves Anal 3                    |
| 2022 | Premios AVN  | Nominada  | Mejor escena de sexo en grupo                        | Eat Me                                 |
| 2022 | Premios AVN  | Nominada  | Mejor escena de sexo oral                            | Angela White: POV BJ + Sloppy Tit Fuck |
| 2022 | Premios AVN  | Nominada  | Mejor escena de sexo con transexual                  | In Bed With the Ex                     |
| 2022 | Premios XBIZ | Nominada  | Artista femenina del año                             | —                                      |
| 2022 | Premios XBIZ | Nominada  | Estrella mediática del año                           | —                                      |
| 2022 | Premios XBIZ | Nominada  | Mejor escena de sexo en película gonzo               | Anal Savages 7                         |
| 2022 | Premios XBIZ | Nominada  | Mejor escena de sexo en película gonzo               | Angela Loves Anal 3                    |
| 2022 | Premios XBIZ | Nominada  | Mejor escena de sexo en película performance         | Ultimate Fuck Toy: Gabbie Carter       |
| 2022 | Premios XBIZ | Nominada  | Mejor escena de sexo en película de temática erótica | Ultimate Fuck Toy: Gabbie Carter       |
| 2023 | Premios AVN  | Nominada  | Artista femenina del año                             | —                                      |
| 2023 | Premios AVN  | Ganadora  | Mejor actuación solo / tease                         | Take Control                           |
| 2023 | Premios AVN  | Ganadora  | Mejor escena de blowbang                             | Sexually Rated Programming: Blowbang   |
| 2023 | Premios AVN  | Ganadora  | Mejor escena de gangbang                             | Take Control                           |
| 2023 | Premios AVN  | Nominada  | Mejor escena POV de sexo                             | Welcome to White's Ward                |
| 2023 | Premios AVN  | Ganadora  | Mejor escena de sexo anal                            | If It Feels Good 3                     |
| 2023 | Premios AVN  | Nominada  | Mejor escena de sexo en grupo                        | Sex Without Love                       |
| 2023 | Premios XBIZ | Nominada  | Artista femenina del año                             | —                                      |
| 2023 | Premios XBIZ | Nominada  | Estrella mediática del año                           | —                                      |
| 2023 | Premios XBIZ | Ganadora  | Mejor escena de sexo en película gonzo               | Take Control                           |
| 2023 | Premios XBIZ | Nominada  | Mejor escena de sexo en película vignette            | Poetics for Tramps                     |
| 2023 | Premios XBIZ | Nominada  | Mejor escena de sexo en primera actuación            | Sexually Rated Programming: Blowbang   |
| 2024 | Premios AVN  | Nominada  | Artista femenina del año                             | —                                      |
| 2024 | Premios AVN  | Nominada  | Mejor escena de doble penetración                    | Double Teaming Red Hot Angela White    |
| 2024 | Premios AVN  | Ganadora  | Mejor escena de gangbang                             | Angela White                           |
| 2024 | Premios AVN  | Nominada  | Mejor escena de sexo anal                            | Angela's Anal Fixation                 |
| 2024 | Premios AVN  | Nominada  | Mejor escena de sexo en grupo                        | Take Me to Your Breeder                |
| 2024 | Premios XBIZ | Nominada  | Artista femenina del año                             | —                                      |
| 2024 | Premios XBIZ | Nominada  | Mejor escena de sexo en película gonzo               | Double Teaming Red Hot Angela White    |
| 2024 | Premios XBIZ | Ganadora  | Mejor escena de sexo en película gonzo               | Take Me to Your Breeder                |
| 2024 | Premios XBIZ | Nominada  | Mejor escena de sexo en película performance         | Angela White: Unbound                  |
| 2024 | Premios XBIZ | Nominada  | Mejor escena de sexo en película de temática erótica | Angela White: Unbound                  |
| 2024 | Premios XBIZ | Nominada  | Mejor escena de sexo en película vignette            | Fanfriction                            |
| 2025 | Premios AVN  | Nominada  | Aparición mainstream del año                         | —                                      |
| 2025 | Premios AVN  | Nominada  | Artista femenina del año                             | —                                      |
| 2025 | Premios AVN  | Nominada  | Mejor actuación solo / tease                         | Fuck Angela                            |
| 2025 | Premios AVN  | Nominada  | Mejor escena de blowbang                             | Fuck Angela                            |
| 2025 | Premios AVN  | Nominada  | Mejor escena de sexo anal                            | Fuck Angela                            |
| 2025 | Premios AVN  | Nominada  | Mejor escena de sexo chico/chica                     | Fuck Angela                            |
| 2025 | Premios AVN  | Ganadora  | Mejor escena de sexo en grupo                        | 20 for 20                              |
| 2025 | Premios XMA  | Nominada  | Artista femenina del año                             | —                                      |
| 2025 | Premios XMA  | Nominada  | Estrella Crossover del año                           | —                                      |
| 2025 | Premios XMA  | Ganadora  | Mejor escena de sexo en orgía o grupal               | 20 for 20                              |
| 2025 | Premios XMA  | Nominada  | Mejor escena de sexo en película gonzo               | Uncaged Threeway                       |
| 2025 | Premios XMA  | Nominada  | Mejor escena de sexo en película performance         | Fuck Angela                            |
| 2025 | Premios XMA  | Nominada  | Mejor escena de sexo en película vignette            | Tips 4x Tits                           |

## Publicaciones
- "The Porn Performer", en Smith, Clarissa; Attwood, Feona; McNair, Brian, eds. (2017). The Routledge Companion to Media, Sex and Sexuality. Londres: Routledge. págs. 394–404. doi:10.4324/9781315168302-38. ISBN 978-1-3516-8555-9.